# 1926 في النرويج
فيما يلي قوائم الأحداث التي وقعت خلال عام 1926 في النرويج.

## سياسة

### تعيين في المنصب
- 5 مارس – تشارلز روبرتسون وزير التجارة والشحن [الإنجليزية]‏.

### انتهاء فترة المنصب
- 5 مارس – رولف جاكوبسن وزير الدفاع [الإنجليزية]‏.
- 5 مارس – يوهان لودفيغ موفينكل وزير الخارجية في النرويج، رئيس وزراء النرويج.

## رياضة
- 1 يناير – كأس النرويج 1926 الفائز نادي أود.

## مواليد

### أبريل
- 2 أبريل – كولبيورن هاوغ[1]

### مايو
- 11 مايو – ويلهلم هايدن مُجدّف نرويجي.[2]

### يونيو
- 18 يونيو – سفره ستينرسن[3]

### يوليو
- 18 يوليو – إرنست لارسن منافِس أوليمبي نرويجي.

### أغسطس
- 27 أغسطس – كريستين نيغارد عالم حاسوب وعالم رياضيات.[4]

### ديسمبر
- 20 ديسمبر – تور براستاد أحيائي فيزيائي نرويجي.

## وفيات

### يناير
- 1 يناير – باول أرمين ديو (مواليد 1870) مهندس معماري نرويجي.[5]

### فبراير
- 12 فبراير – نيلس كراغ (مواليد 1863)[6]

### أبريل
- 1 أبريل – كريستن كولين (مواليد 1857) مؤرخ نرويجي.[7]
- 1 أبريل – هارالد بيرك (مواليد 1860)[8]

### أغسطس
- 16 أغسطس – غوستاف بورغن (مواليد 1865) مصور نرويجي.

### أكتوبر
- 3 أكتوبر – كونراد مور (مواليد 1849)
- 19 أكتوبر – لودفيغ كارستن (مواليد 1876) فنان نرويجي.[9]

### ديسمبر
- 10 ديسمبر – هانس ديه (مواليد 1865)